# Nunatak Fritz
Nunatak Fritz är en nunatak i Antarktis. Den ligger i Västantarktis. Argentina, Chile och Storbritannien gör anspråk på området. Toppen på Nunatak Fritz är 88 meter över havet.
Terrängen runt Nunatak Fritz är kuperad åt nordväst, men åt sydost är den platt. Trakten är obefolkad. Det finns inga samhällen i närheten.